# Tabanocella denticornis
Tabanocella denticornis är en tvåvingeart som först beskrevs av Christian Rudolph Wilhelm Wiedemann 1828.  Tabanocella denticornis ingår i släktet Tabanocella och familjen bromsar. Inga underarter finns listade i Catalogue of Life.